# Julio Baylón
Julio Baylón (10 de setembre de 1950 - 9 de febrer de 2004) fou un futbolista peruà.
Va formar part de l'equip peruà a la Copa del Món de 1970. Jugà als Estats Units a Rochester Lancers de la North American Soccer League (NASL) i New York Arrows de la Major Indoor Soccer League.